# 住之江競艇場
住之江競艇場（すみのえきょうていじょう）は、大阪府大阪市住之江区にある競艇場である。

## 概要
新なにわ筋を挟んで住之江公園および大阪護国神社の西隣に位置する。通称は、住之江競艇、住之江ボート（2009年まで）、BOAT RACE住之江（ボートレースすみのえ）。
前身の狭山競走場が、経営難と水面として利用していた狭山池の旱魃を主因に1956年（昭和31年）4月10日をもって閉鎖されたことを受けて大阪市住吉区南加賀屋町（現・住之江区泉）に新設、同年6月19日に初開催された。
SG競走の初開催は、1961年の第8回全日本選手権競走である。全国地区対抗競走の代替となる笹川賞競走やグランドチャンピオン決定戦競走、海の日恒例のオーシャンカップ競走や現在のグランプリである賞金王決定戦競走もこの地で初開催された。特に賞金王（グランプリ）は1986年に初開催されて以降、年末の開催で定着していることもあり、常に多くの競艇ファンで賑わっていることから「ボートレースのメッカ」、「ボートレースの聖地」の異名を持つ。
所在地である大阪市は現在主催しておらず、「大阪府都市ボートレース企業団」（堺市・岸和田市・豊中市・東大阪市・池田市・吹田市・泉大津市・高槻市・貝塚市・守口市・枚方市・茨木市・八尾市・泉佐野市・富田林市・寝屋川市の16市で構成する一部事務組合）と「箕面市」が主催施行者として別々に開催している。
各種施設を保有・運営するのは住之江興業株式会社（南海電鉄グループ）で、当競艇場で行われるゴールデンウィーク開催のレース「ラピートカップ」は南海本線を運行する特急列車の列車愛称「ラピート」が由来となっている。
チルト角調整範囲は-0.5から1.5度。
かつては本競艇場のみ、エンジンの取付けにおいてバック、トランサムのライナー調整が可能となっていた。ライナーの調整有無および調整厚さは、チルト角・部品交換状況などと同じく、事前に発表されていたが、調整を行う選手が少ないことなどを理由に2019年（平成31年）3月に廃止された。
場所が近接している尼崎競艇場とは原則として開催日程が重複しないようにしている（年末年始や荒天中止の順延分を除く）。2006年（平成18年）7月8日からのナイター開催以降、昼は尼崎、夜は住之江のハシゴ開催となっている。
マスコットはイルカのジャンピー（JUMPY）で、6艇をもとにした兄弟姉妹の家族で構成。ジャンピーの名は、会員向けポイントカード「ジャンピーカード」（2022年度でサービス終了）や、キャッシュレス決済用カード「JUMPY CARD+」（2022年7月サービス開始）などにも使われている。
2000年（平成12年）10月13日より日本の公営競技史上初の三連勝式投票券（三連単・三連複）並びに拡大連勝複式投票券（拡連複）が発売された。
本場締切5分前に流れるBGMは、CSの日本レジャーチャンネルでも締切3分前より使われている。

## コース概要

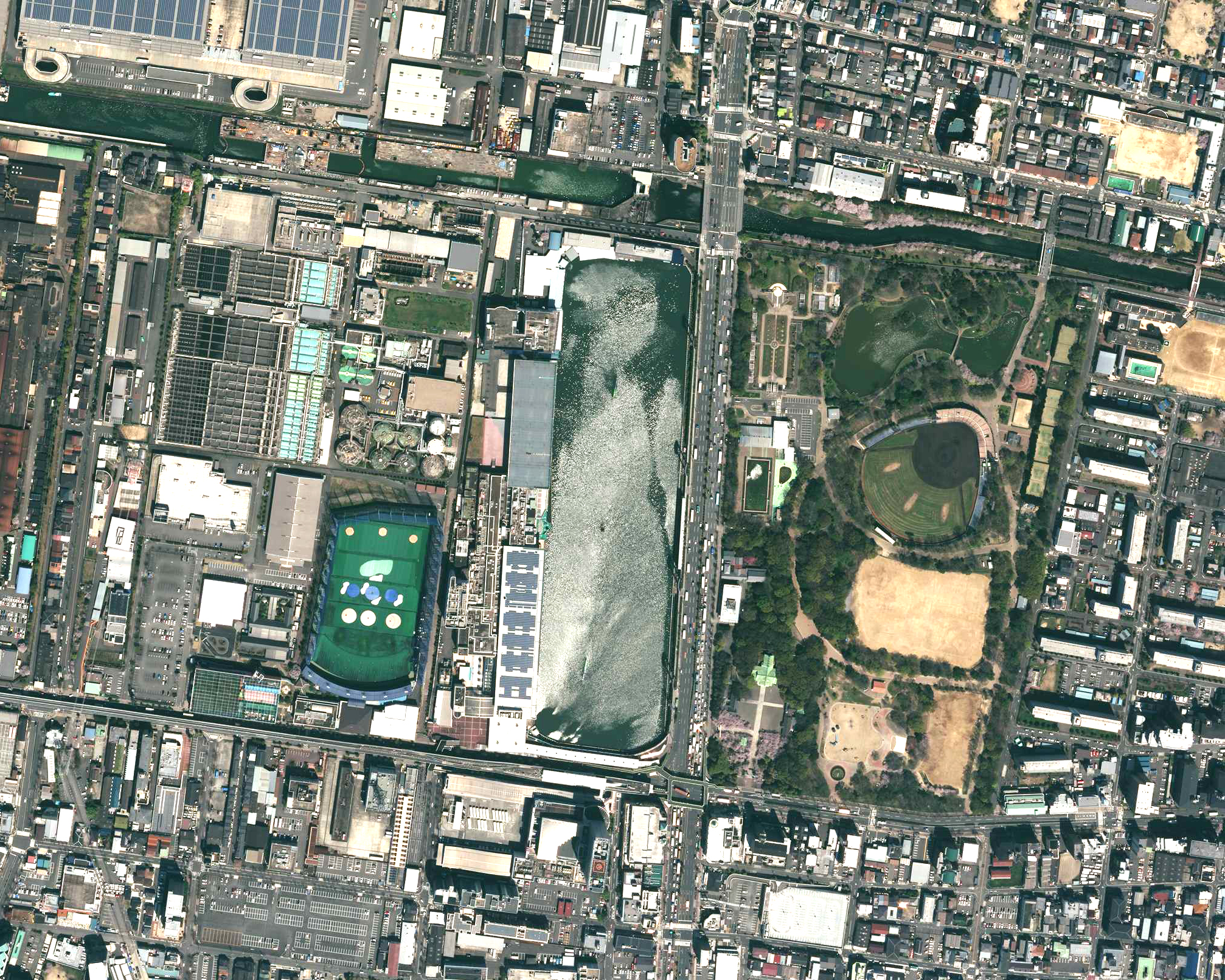
住之江競艇場周辺の空中写真。2017年4月13日撮影。。

競走水面はプールで、水質は淡水で、雨水と工業用水道を併用している。スタートやゴール時には噴水の演出が使われるのが特徴。また、第2ターンマーク付近ではスタート時の引き波が護岸にぶつかって跳ね返ってくるためボートが制御しづらく、多くのレーサーが「住之江は日本で一番乗りづらいボートレース場」と口を揃える。
1995年（平成7年）8月13日からフライング警報装置 (FKS) が使われていたが、2003年（平成15年）3月2日をもって廃止された。2006年にはナイター競走の実施に先がけ、3月6日開催分（ブルースターカップ）より減音型モーターが導入され、2015年（平成27年）3月からは出力低減モーター（ヤマト331型）が導入された。

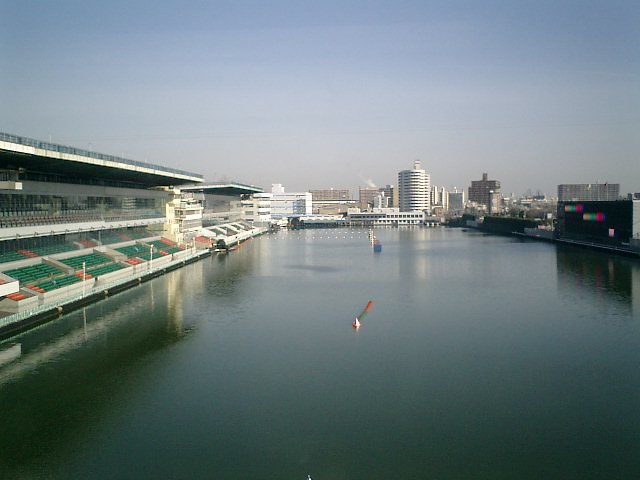
水面
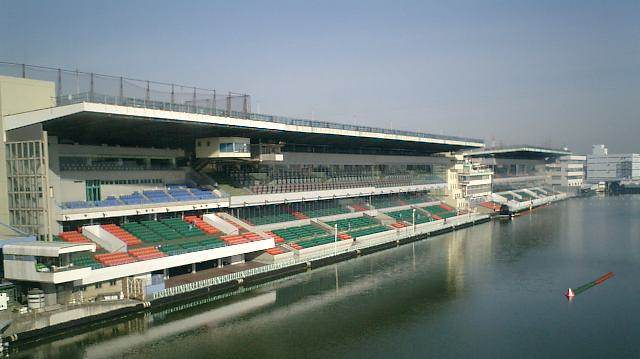
観客席
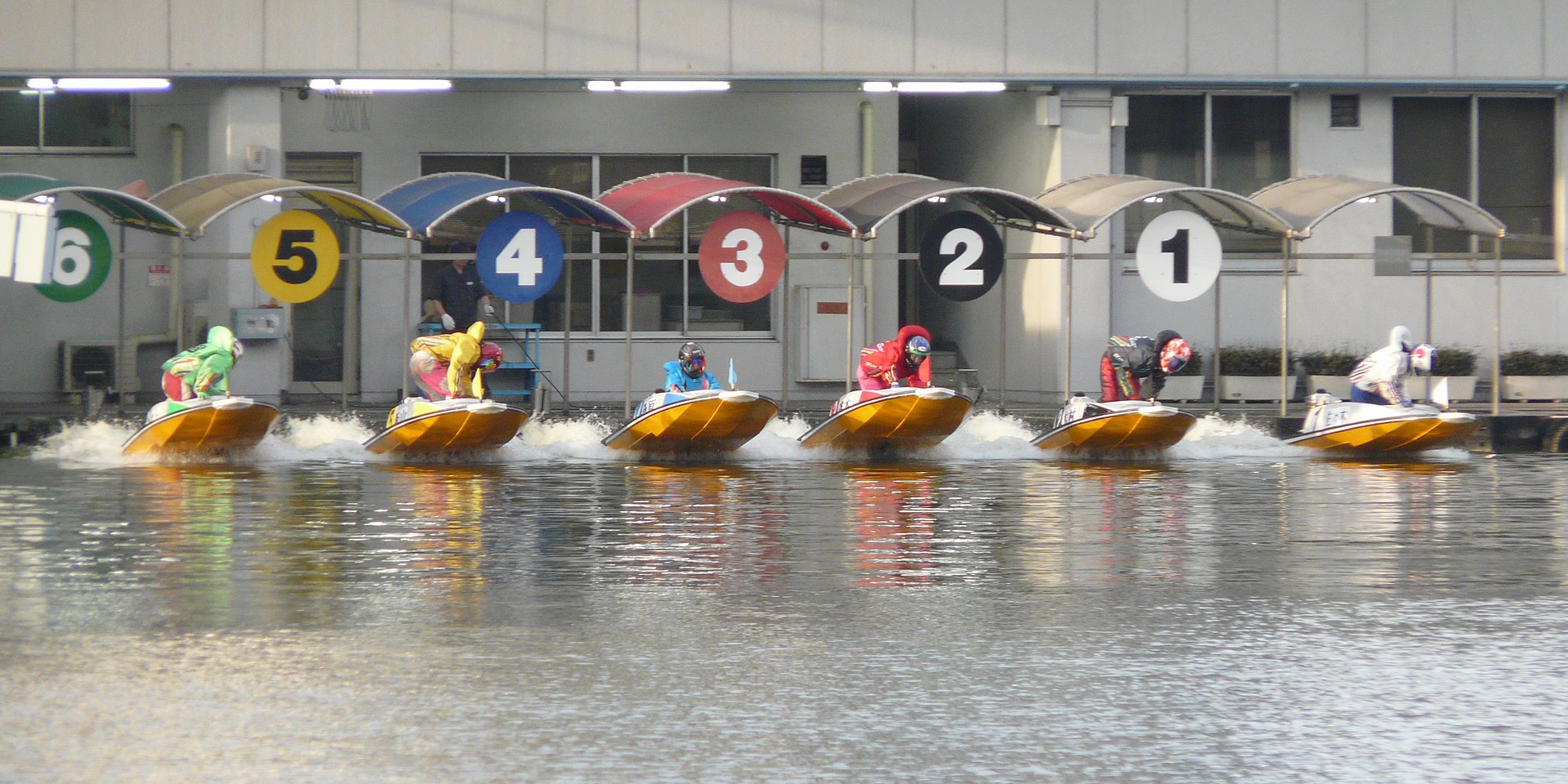
発走ピット
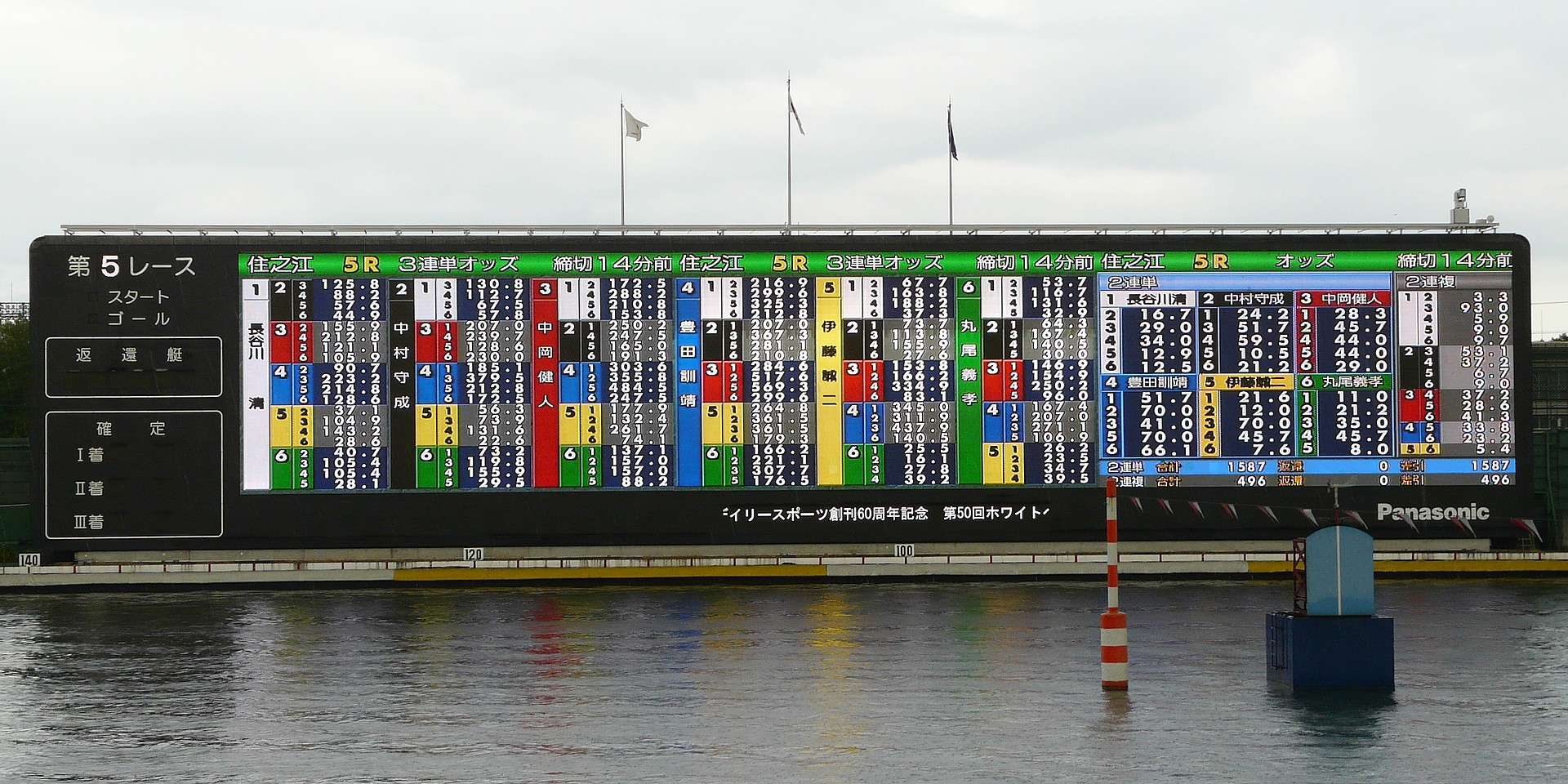
電光掲示板 「ボートくん」

## 主要開催競走
企業杯(GIII)として、「アサヒビールカップ」が行なわれている。
ルーキーシリーズ戦は「飛龍賞競走」（サンケイスポーツ後援）と「ダイナミック敢闘旗」（スポーツ報知後援）が隔年で行なわれている。ヴィーナスシリーズ戦の名称は「モーターボートレディスカップ」。また、レディースカップ戦（格付けは一般戦）として、「大阪スポーツ賞アクアクイーンカップ」が毎年行われている。
正月は「全大阪王将戦」、ゴールデンウィークには「ラピートカップ」（前出）、お盆には「大阪ダービー摂河泉競走」が行なわれている。この3競走は住之江をホームとする大阪支部所属選手のみで開催される「オール大阪」競走となる。
例年、7月頃に周年記念 (GI) として「太閤賞」が行われ、さらに例年10月頃に「高松宮記念特別競走」が行われている。

## 過去のSG・プレミアムGI開催実績
1961年の第8回全日本選手権から、住之江は52年間途切れることなくSG競走（1988年4月にグレード制が導入される前のSGに相当する競走を含む）を開催し続け、全国の競艇場で最初に全てのSG競走が開催される実績を持つ。中でも「賞金王決定戦競走（グランプリ）」の開催回数は全国最多である。1999年の第13回新鋭王座決定戦からは全国発売GⅠ（プレミアムGⅠ）を4年に渡り開催。2005年以降、年に1回のペースでSG競走またはプレミアムGⅠ競走が開催されている。

### 賞金王決定戦 (グランプリ)
| 年度・施行回 | 賞金王シリーズ戦                               | 賞金王シリーズ戦                               | 賞金王シリーズ戦                               | 賞金王決定戦 | 賞金王決定戦 | 賞金王決定戦 |
| 年度・施行回 | 優勝者                                         | 登番                                           | 出身                                           | 優勝者       | 登番         | 出身         |
| ------------ | ---------------------------------------------- | ---------------------------------------------- | ---------------------------------------------- | ------------ | ------------ | ------------ |
| 1986・第1回  | 1986-1987・一般戦 1988-1990・GII 1991-1996・GI | 1986-1987・一般戦 1988-1990・GII 1991-1996・GI | 1986-1987・一般戦 1988-1990・GII 1991-1996・GI | 彦坂郁雄     | 1515         | 千葉         |
| 1987・第2回  | 1986-1987・一般戦 1988-1990・GII 1991-1996・GI | 1986-1987・一般戦 1988-1990・GII 1991-1996・GI | 1986-1987・一般戦 1988-1990・GII 1991-1996・GI | 安岐真人     | 1864         | 香川         |
| 1988・第3回  | 1986-1987・一般戦 1988-1990・GII 1991-1996・GI | 1986-1987・一般戦 1988-1990・GII 1991-1996・GI | 1986-1987・一般戦 1988-1990・GII 1991-1996・GI | 野中和夫     | 2291         | 大阪         |
| 1989・第4回  | 1986-1987・一般戦 1988-1990・GII 1991-1996・GI | 1986-1987・一般戦 1988-1990・GII 1991-1996・GI | 1986-1987・一般戦 1988-1990・GII 1991-1996・GI | 福永達夫     | 2205         | 山口         |
| 1990・第5回  | 1986-1987・一般戦 1988-1990・GII 1991-1996・GI | 1986-1987・一般戦 1988-1990・GII 1991-1996・GI | 1986-1987・一般戦 1988-1990・GII 1991-1996・GI | 高山秀則     | 2672         | 宮崎         |
| 1992・第7回  | 1986-1987・一般戦 1988-1990・GII 1991-1996・GI | 1986-1987・一般戦 1988-1990・GII 1991-1996・GI | 1986-1987・一般戦 1988-1990・GII 1991-1996・GI | 野中和夫     | 2291         | 大阪         |
| 1993・第8回  | 1986-1987・一般戦 1988-1990・GII 1991-1996・GI | 1986-1987・一般戦 1988-1990・GII 1991-1996・GI | 1986-1987・一般戦 1988-1990・GII 1991-1996・GI | 野中和夫     | 2291         | 大阪         |
| 1994・第9回  | 1986-1987・一般戦 1988-1990・GII 1991-1996・GI | 1986-1987・一般戦 1988-1990・GII 1991-1996・GI | 1986-1987・一般戦 1988-1990・GII 1991-1996・GI | 中道善博     | 2096         | 徳島         |
| 1995・第10回 | 1986-1987・一般戦 1988-1990・GII 1991-1996・GI | 1986-1987・一般戦 1988-1990・GII 1991-1996・GI | 1986-1987・一般戦 1988-1990・GII 1991-1996・GI | 植木通彦     | 3285         | 福岡         |
| 1997・第12回 | 小畑実成                                       | 3233                                           | 岡山                                           | 服部幸男     | 3422         | 静岡         |
| 1998・第13回 | 中道善博                                       | 2096                                           | 徳島                                           | 太田和美     | 3557         | 大阪         |
| 1999・第14回 | 長岡茂一                                       | 3227                                           | 東京                                           | 松井繁       | 3415         | 大阪         |
| 2001・第16回 | 濱野谷憲吾                                     | 3590                                           | 東京                                           | 田中信一郎   | 3556         | 大阪         |
| 2002・第17回 | 太田和美                                       | 3557                                           | 大阪                                           | 植木通彦     | 3285         | 福岡         |
| 2003・第18回 | 市川哲也                                       | 3499                                           | 広島                                           | 田中信一郎   | 3556         | 大阪         |
| 2004・第19回 | 太田和美                                       | 3557                                           | 大阪                                           | 田中信一郎   | 3556         | 大阪         |
| 2005・第20回 | 池田浩二                                       | 3941                                           | 愛知                                           | 辻栄蔵       | 3719         | 広島         |
| 2006・第21回 | 赤岩善生                                       | 3946                                           | 愛知                                           | 松井繁       | 3415         | 大阪         |
| 2008・第23回 | 田中信一郎                                     | 3556                                           | 大阪                                           | 井口佳典     | 4024         | 三重         |
| 2009・第24回 | 井口佳典                                       | 4024                                           | 三重                                           | 松井繁       | 3415         | 大阪         |
| 2010・第25回 | 山崎智也                                       | 3622                                           | 群馬                                           | 中島孝平     | 4013         | 福井         |
| 2011・第26回 | 勝野竜司                                       | 3697                                           | 兵庫                                           | 池田浩二     | 3941         | 愛知         |
| 2012・第27回 | 篠崎元志                                       | 4350                                           | 福岡                                           | 山崎智也     | 3622         | 群馬         |
| 2013・第28回 | 前本泰和                                       | 3573                                           | 広島                                           | 池田浩二     | 3941         | 愛知         |
| 2015・第30回 | 長田頼宗                                       | 4266                                           | 神奈川                                         | 山崎智也     | 3622         | 群馬         |
| 2016・第31回 | 今垣光太郎                                     | 3388                                           | 石川                                           | 瓜生正義     | 3783         | 福岡         |
| 2017・第32回 | 新田雄史                                       | 4344                                           | 三重                                           | 桐生順平     | 4444         | 埼玉         |
| 2018・第33回 | 平尾崇典                                       | 3822                                           | 岡山                                           | 峰竜太       | 4320         | 佐賀         |
| 2019・第34回 | 馬場貴也                                       | 4262                                           | 京都                                           | 石野貴之     | 4168         | 大阪         |
| 2021・第36回 | 新田雄史                                       | 4344                                           | 三重                                           | 瓜生正義     | 3783         | 福岡         |
| 2023・第38回 | 深谷知博                                       | 4524                                           | 静岡                                           | 石野貴之     | 4168         | 大阪         |
| 2024・第39回 | 前田将太                                       | 4504                                           | 福岡                                           | 毒島誠       | 4238         | 群馬         |

### 笹川賞 (オールスター)・全日本選手権 (ダービー)
| 年度・施行回 | 笹川賞競走 | 笹川賞競走 | 笹川賞競走 |
| 年度・施行回 | 優勝者     | 登番       | 出身       |
| ------------ | ---------- | ---------- | ---------- |
| 1973・第19回 | 井上弘     | 1531       | 群馬       |
| 1974・第1回  | 野中和夫   | 2291       | 大阪       |
| 1976・第3回  | 野中和夫   | 2291       | 大阪       |
| 1977・第4回  | 加藤峻二   | 1485       | 埼玉       |
| 1978・第5回  | 彦坂郁雄   | 1515       | 千葉       |
| 1979・第6回  | 中道善博   | 2096       | 徳島       |
| 1980・第7回  | 中道善博   | 2096       | 徳島       |
| 1981・第8回  | 貴田宏一   | 976        | 岡山       |
| 1982・第9回  | 常松拓支   | 1686       | 大阪       |
| 1983・第10回 | 彦坂郁雄   | 1515       | 千葉       |
| 1985・第12回 | 井上利明   | 1962       | 大阪       |
| 1986・第13回 | 新田宣夫   | 2401       | 愛媛       |
| 1988・第15回 | 安岐真人   | 1864       | 香川       |
| 1990・第17回 | 野中和夫   | 2291       | 大阪       |
| 1991・第18回 | 野中和夫   | 2291       | 大阪       |
| 1992・第19回 | 中道善博   | 2096       | 徳島       |
| 2007・第34回 | 瓜生正義   | 3783       | 福岡       |
| 2020・第47回 | 篠崎仁志   | 4477       | 福岡       |

| 年度・施行回 | 全日本選手権競走 | 全日本選手権競走 | 全日本選手権競走 |
| 年度・施行回 | 優勝者           | 登番             | 出身             |
| ------------ | ---------------- | ---------------- | ---------------- |
| 1961・第8回  | 倉田栄一         | 318              | 三重             |
| 1963・第10回 | 歌谷博           | 284              | 香川             |
| 1965・第12回 | 長瀬忠義         | 1284             | 広島             |
| 1966・第13回 | 芹田信吉         | 1126             | 福岡             |
| 1969・第16回 | 早川行男         | 1264             | 静岡             |
| 1970・第17回 | 中野信次         | 268              | 福岡             |
| 1971・第18回 | 鈴木一義         | 1303             | 東京             |
| 1972・第19回 | 金子安雄         | 1435             | 埼玉             |
| 1973・第20回 | 北原友次         | 1481             | 岡山             |
| 1974・第21回 | 野中和夫         | 2291             | 大阪             |
| 1975・第22回 | 林通             | 2260             | 岡山             |
| 1978・第25回 | 松田慎司         | 2444             | 広島             |
| 1984・第31回 | 半田幸男         | 2606             | 広島             |
| 1989・第36回 | 瀬古修           | 1950             | 三重             |

### SGその他
| 開催年 | 競走名                              | 優勝者     | 登番 | 出身   |
| ------ | ----------------------------------- | ---------- | ---- | ------ |
| 1962   | 第8回モーターボート記念競走         | 芹田信吉   | 1126 | 福岡   |
| 1967   | 第2回鳳凰賞競走                     | 竹内虎次   | 899  | 岡山   |
| 1968   | 第3回鳳凰賞競走                     | 石川洋     | 1199 | 愛知   |
| 1970   | 第5回鳳凰賞競走                     | 加藤峻二   | 1485 | 埼玉   |
| 1976   | 第11回鳳凰賞競走                    | 常松拓支   | 1686 | 大阪   |
| 1991   | 第1回グランドチャンピオン決定戦競走 | 西田靖     | 3072 | 神奈川 |
| 1993   | 第3回グランドチャンピオン決定戦競走 | 安岐真人   | 1864 | 香川   |
| 1994   | 第4回グランドチャンピオン決定戦競走 | 三角哲男   | 3256 | 千葉   |
| 1996   | 第1回オーシャンカップ競走           | 野中和夫   | 2291 | 大阪   |
| 1997   | 第32回総理大臣杯競走                | 西島義則   | 3024 | 広島   |
| 2000   | 第3回競艇王チャレンジカップ競走     | 濱野谷憲吾 | 3590 | 東京   |

### プレミアムGI
| 開催年 | 競走名                                           | 優勝者   | 登番 | 出身 |
| ------ | ------------------------------------------------ | -------- | ---- | ---- |
| 1999   | 第13回新鋭王座決定戦競走                         | 平池仁志 | 3553 | 香川 |
| 2000   | 第1回競艇名人戦競走                              | 高山秀則 | 2672 | 宮崎 |
| 2001   | 第2回競艇名人戦競走                              | 野中和夫 | 2291 | 大阪 |
| 2002   | 第3回競艇名人戦競走                              | 高山秀則 | 2672 | 宮崎 |
| 2004   | 第5回競艇名人戦競走                              | 大森健二 | 1910 | 東京 |
| 2014   | 第3回賞金女王決定戦（クイーンズクライマックス）  | 日高逸子 | 3188 | 福岡 |
| 2022   | 第11回賞金女王決定戦（クイーンズクライマックス） | 田口節子 | 4050 | 岡山 |

## SG・プレミアムG1 開催予定
- 第40回グランプリ（SG） 2025年12月16日 - 12月21日
- 第40回グランプリ・シリーズ戦（SG）2025年12月16日 - 12月21日
- 第15回クイーンズクライマックス（PG1） 2026年12月28日 - 12月31日

## ナイター開催
2006年（平成18年）7月8日よりナイター競走「住之江シティーナイター」を開催している（この名前は一般公募で決まった）。

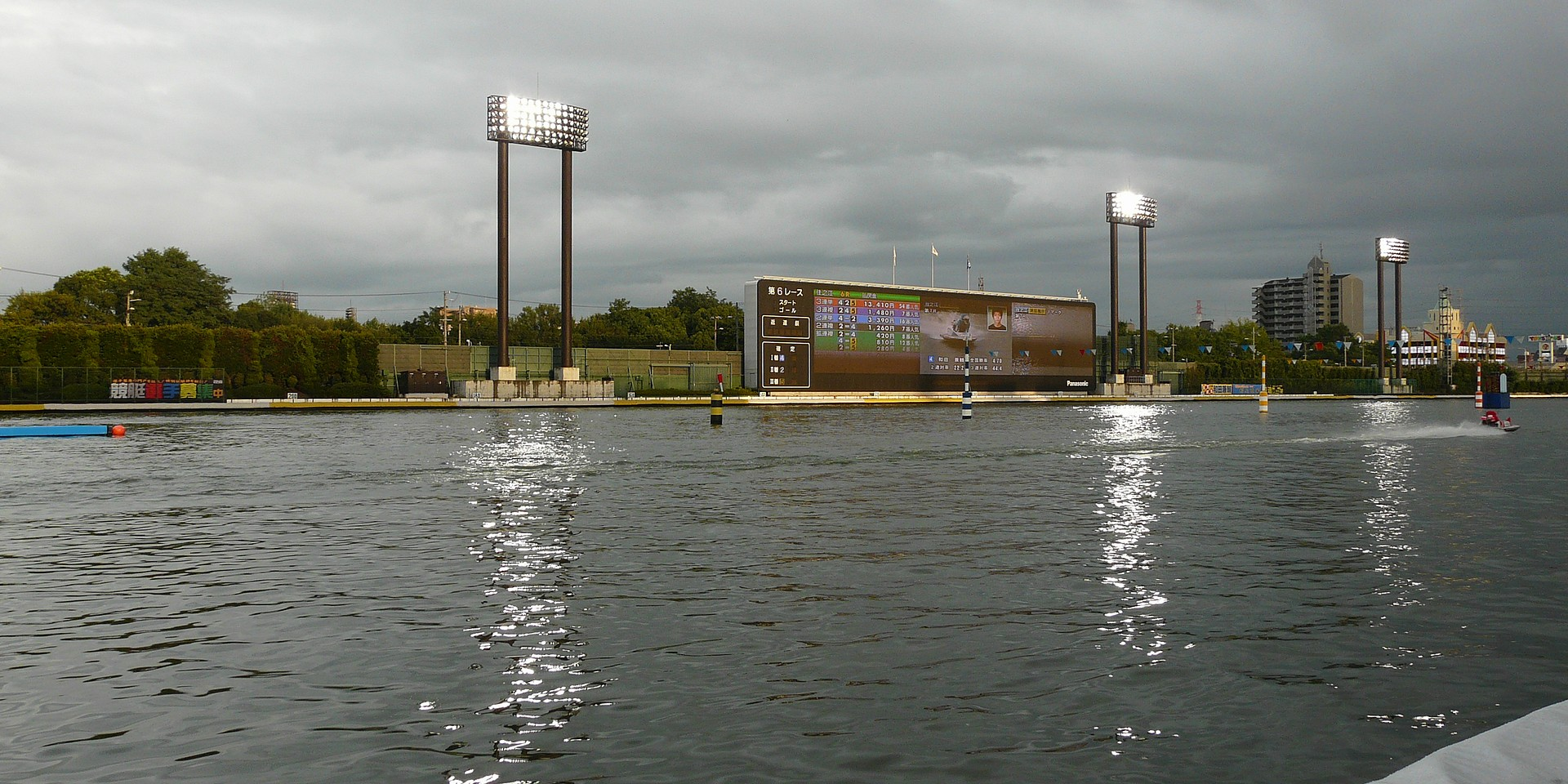
250px住之江シティーナイター　全景

住之江競艇場におけるナイター競走の概要は以下のとおり。
- 開場 : 14：30（G1開催時や一部開催では早まることがある）
- 第1競走スタート展示 : 15：00（G1開催時や一部開催では早まることがある）
- 第12競走（最終）発走時刻 : かつては20：25だったが通年ナイターになった事により、現在は他場との締切時刻が重ならないようローテーション制を導入している。そのため最終発走は20：45過ぎになることもある。
- レース終了後に周辺道路が渋滞するため、ナイター開催時は駐車場に近い北入場門は利用できない。
- 2016年度（平成28年度）からは、年末年始開催を除いて通年ナイター開催となる。[† 6]
- 2019年のグランプリは最終日が12月22日とする日程が組まれており、SG競走では初のナイター開催となった[10]。一方で2019年と2021年のグランプリでは有力選手の転覆が相次ぎ、ナイター開催には不適ではないかという指摘がある。
- 2024年は12月26日から29日まで初の年末ナイターを開催した。蒲郡競艇で行なわれていたクイーンズクライマックスの併売目的でもある。

## 薄暮（サマータイム）開催
2022年12月26日 - 12月31日にかけて開催された第11回クイーンズクライマックス競走、およびG3のクイーンズクライマックス・シリーズ競走では、本場およびプレミアムG1開催では初となる薄暮競走（サマータイム）として開催された。
住之江競艇場における薄暮競走の概要は以下のとおり。
- 第1競走スタート展示 : 11：10
- 第12競走（最終）発走時刻 : 17:40

## テレビ・ラジオ放送
本場開催日の第1競走スタート展示直前-最終12競走終了直後まで、ミニFM放送として「FM住之江アクアライブステーション」を実施している。解説は元ボートレーサー（主に立山一馬、小松昇司、津田富士男、沖口幸栄、秋山基裕、山本修次、野添貴裕など）が務めている。FM放送における周波数は86.7MHz。パソコン・スマートフォン向け投票サイト「TELEBOAT」によるストリーミング配信でも聴くことが可能。2020年現在は、YouTubeの「ボートレース住之江公式チャンネル」で動画配信も行っている。
スタジオは本来はイベントホール横のスペースで公開される（2020年4月以降はコロナ禍のため、また12月以降はスタンド改装工事のため非公開）。解説者の1人は1マーク側のスタジオで展示航走の気配診断を行う。レースの予想および回顧のほか、優勝戦やドリーム戦など事前に公開選手インタビューが行われたときの録音再生や、直前のピット情報などが放送されている。かつては不定期に、第6競走発売中「選手ふれあいコーナー」と題し、主に大阪支部所属の現役選手をゲストに招いて数分間のトークショーを行うことがあった。ゲストの選手はトークショー終了後、サイン会やファンとの写真撮影会を行うことになっている。また、第10競走の三連単を一点だけ予想し、的中して当選すると抽選でその日の最終12競走の1000円分の舟券が貰える参加型予想クイズ「舟券真剣勝負」も行われていた（当選者が居なかった場合、当選枠を翌日以降にキャリーオーバーする）。2008年3月まで、パーソナリティーは上方落語家やアナウンサー、解説は元競艇選手で行われており、後半戦は関西スポーツ新聞記者も解説に加わった。また、予選日の後半レースや準優勝戦には当該競走出走選手の中から一人を選んでのインタビュー（収録は当日の朝）があった。また、SGやGI競走では喜多條忠などの特別ゲストが招かれることがあった。
テレビ放送ではBS11で2012年より「BSイレブン住之江ボートレース中継」として放送を開始。ナイター開催のうち、周年記念のG1、企業杯のG3ならびに一般戦の優勝戦・ドリーム戦を中心に不定期で放送している。SGおよびプレミアムGIの中継は原則、地上波全国放送を除く日程において編成される。応援メッセージの募集は地上波で実施されているTwitterではなく、フリーメールサービスGmailでのみ実施されている。2017年からは公式ウェブサイト並びにTwitterやInstagramも開設した。MCは元・カンテレのアナウンサーであり、現在はフリーの梅田淳が務めたが、梅田は2019年2月16日放送のG1近畿地区選手権・最終日を最後に番組降板し、以降のMCは日替わりとなった。2020年からのMCは関本賢太郎と永島知洋が務めている。SGやG1競走では仮面女子などの特別ゲストも出演。
さらに、情報番組として永島知洋による「ボートの時間!」が2016年4月3日より日曜の22:45 - 23:00地上波のサンテレビで放送されている（それにちなんだ一般競走「サンテレビ杯争奪 ボートの時間！ご視聴ありがとう競走」を定期的に開催）。
過去には本場と近接の尼崎競艇場で施行された当日のレース結果並びに次節の開催案内を伝える5分間のミニ番組が地上波のサンテレビで放送された他、エキスプレス運営のCSテレビ局・ビクトリーチャンネル→EXライブの「エキサイティングゾーン」枠にて全レースを無料で放送していたが、現在はJLCに集約されている。

## アクセス
- Osaka Metro四つ橋線・南港ポートタウン線住之江公園駅北出口から徒歩3分[4]。なお駅出口から競艇場入口までは幌屋根が設置されており、雨でも濡れず辿り着く事ができる。

## 外向発売所
2013年4月、外向発売所としてボートパーク住之江がオープンされた。1階敷地内にあり、年間360日住之江で行われるすべての競走のほか、SG、GI・プレミアムGIおよびナイター競走を1日最大で8競艇場分（1日12レース相当で96レース）発売される。また、食堂やコンビニエンスストアが隣接されているほか、樹木をイメージしたデザインやLED照明を採用するなど、環境面への配慮も行われている。年末年始の開催等、一部日程では有料となっている。
- 名称　「住之江競艇場外向発売所」（ボートパーク住之江）
- 施行団体　大阪府都市ボートレース企業団、箕面市
- 建築面積　2446㎡
- 延べ床面積　2705㎡
- 鉄骨造り
- 収容人員　2200人
- 観覧席休憩コーナー　143席
- 自動発売・払い戻し機　16窓
- 自動発売機　20窓
- 有人払い戻し機　1窓

※いずれもマークシートカード方式
- 営業時間　10:00-最大21:00
- 発売締め切り時間　原則として各競艇場の締め切りと同時刻。住之江本場開催の時は本場の締切りと同じ時間。

## 場外発売場

### 住之江が管理施行する場外
住之江競艇場は3か所に場外発売場を設置しており、これらでは原則として住之江で開催される全競走を場外発売する。
- ボートピア梅田 - 大阪市北区堂山町
- ミニボートピアりんくう - 大阪府泉佐野市りんくう往来北
- ミニボートピア大和ごせ - 奈良県御所市室

### 管理施行者ではないが住之江の全競走を発売する場外
- ボートピア神戸新開地 - 神戸市兵庫区新開地
- ボートピア姫路 - 兵庫県姫路市魚町
- ミニボートピア洲本 - 兵庫県洲本市海岸通
- ミニボートピア滝野 - 兵庫県加東市北野

尼崎競艇場が管理施行している場外発売場6か所のうち、上記の4か所では原則として住之江で開催される全競走を場間場外発売するが、残りの2か所（朝来、鳥取）でも住之江で開催される競走を場間場外発売している場合がほとんどである。